# 昂氏宗祠 (肥东县)
昂氏宗祠，民间俗称父子进士祠，是位于中国安徽省合肥市肥东县店埠镇昂集村的一个清代古建筑，2004年被安徽省人民政府公布为第五批安徽省文物保护单位。
昂氏宗祠为纪念康熙年间出身当地的昂绍善、昂天曾父子均考中进士而建，始建于清朝嘉庆年间（一说乾隆四十六年，1781年），建筑坐北朝南，占地500平方米，建筑面积200平方米，三进四厢，砖木结构硬山顶，内原有多块匾额，现仅存乾隆御笔“父子进士”匾。20世纪50、60年代有修缮，1990年代后祠堂逐渐衰败，肥东文物部门在2010年代对祠堂有修缮。